# Pritchard Park
Pritchard Park är en park i Kanada.   Den ligger i provinsen British Columbia, i den södra delen av landet, 3 300 km väster om huvudstaden Ottawa. Pritchard Park ligger 360 meter över havet.
Terrängen runt Pritchard Park är huvudsakligen kuperad, men österut är den bergig. Pritchard Park ligger nere i en dal. Trakten runt Pritchard Park är nära nog obefolkad, med mindre än två invånare per kvadratkilometer.. Närmaste större samhälle är Chase, 17,7 km nordost om Pritchard Park. 
I omgivningarna runt Pritchard Park växer i huvudsak barrskog.